# جيمس ديلون (ملحن)
جيمس ديلون (بالإنجليزية: James Dillon)‏ هو ملحن بريطاني، ولد في 29 أكتوبر 1950 في غلاسكو في المملكة المتحدة.

## وصلات خارجية
- جيمس ديلون على موقع ميوزك برينز (الإنجليزية)
- جيمس ديلون على موقع أول ميوزيك (الإنجليزية)
- جيمس ديلون على موقع ديسكوغز (الإنجليزية)
- جيمس ديلون على موقع ديسكوغز (الإنجليزية)